# Кузьмин-Караваев, Дмитрий Дмитриевич
Дмитрий Дмитриевич Кузьмин-Караваев (5 декабря 1856, Перекоп — 19 января 1950, Муром) — русский военный деятель, участник русско-турецкой войны 1877—1878 годов, начальник Главного артиллерийского управления, член Военного совета.

## Биография
Сын генерал-лейтенанта Дмитрия Николаевича Кузьмина-Караваева (1818—1883) и Марии Христиановны (Христофоровны) Бушен (1828—1883), брат генерал-майора, члена Гос. Думы В. Д. Кузьмина-Караваева и генерал-лейтенанта А. Д. Кузьмина-Караваева.
В службу вступил 29.08.1873. Окончил Пажеский корпус, в 1875 выпущен подпоручиком гвардии в 7-ю конно-артиллерийскую бригаду, в 1876 прикомандирован к гвардейской конно-артиллерийской бригаде.
Участвовал в русско-турецкой войне 1877—1878 в составе Гвардейского корпуса, был назначен ординарцем к командующему специальным отрядом генералу И. В. Гурко. За участие в боевых действиях был награждён четырьмя орденами; получил от Гурко отличную характеристику. Поручик (1878), штабс-капитан (1881).
25.03.1886 — 1.01.1893 — адъютант генерал-фельдцейхмейстера великого князя Михаила Николаевича, капитан (1889), полковник (1891).
1.01.1893 — 27.11.1895 — командир 1-й батареи гвардейской конно-артиллерийской бригады
27.11.1895 — 25.06.1897 — командир 2-го конно-артиллерийского дивизиона
25.06.1897 — 29.12.1899 — командир 2-го дивизиона гвардейской конно-артиллерийской бригады
29.12.1899 — 26.04.1904 — командир гвардейской конно-артиллерийской бригады, генерал-майор (1900).
12.06.1904 — 25.02.1905 — начальник артиллерии Войска Донского.
25.02.1905 — 2.04.1906 — и. д. товарища генерал-фельдцейхмейстера.
2.04.1906 — 13.02.1909 — товарищ генерал-фельдцейхмейстера, генерал-лейтенант (2.04.1906).
13 февраля 1909 назначен начальником Главного артиллерийского управления, 6.12.1912 произведен в генералы от артиллерии.
Хороший строевой офицер, не имевший специального образования и навыков административной работы, Кузьмин-Караваев считался креатурой великого князя Сергея Михайловича, наследственного руководителя русской артиллерии, фактически распоряжавшегося в ведомстве.
Генерал Лукомский А. С. характеризует его следующим образом:

Настоящий джентльмен, Кузьмин-Караваев был чрезвычайно обаятелен. Человек он был очень неглупый и, по-видимому, недурной строевой артиллерийский начальник. Но как начальник ГАУ он был чрезвычайно слаб. Не зная хорошо технических и хозяйственно-артиллерийских вопросов, не обладая никакими организаторскими способностями, он совершенно был непригоден стоять во главе ведомства. (...) Много проходило денег через руки старших чинов артиллерийского управления, много было соблазнов, много было случаев для недобросовестности и хищений (...) Кузьмин-Караваев, сам безукоризненно честный, не мог, просто по чрезвычайно честным свойствам своего характера и полной доверчивости к людям, быть на страже технических и хозяйственных интересов ведомства.— Лукомский А. С. Очерки из моей жизни. Воспоминания, с. 222.
Ошибки и нераспорядительность Кузьмина-Караваева как руководителя были одной из причин так называемого снарядного голода, постигшего русскую армию весной 1915 года и приведшего к тяжелому поражению. 24 мая 1915 он был снят с должности, отчислен в Военный совет и лишен содержания. По подозрению в упущениях по службе было начато расследование, однако, Кузьмин-Караваев сумел оправдаться перед следственной комиссией и летом 1916 прокурор отказал в привлечении его к ответственности за отсутствием улик.
22 апреля 1916 назначен действительным членом Военного совета. 21 марта 1918 уволен со службы в связи с упразднением Военного совета. Добровольно вступил в РККА, служил на артиллерийском полигоне, в комиссии артиллерийских опытов (КОСАРТОП). В 1930 г. вышел в отставку по возрасту, получил от РВСР персональную пенсию.

Д.Д. Кузьмин-Караваев. 1945 г. Фотография из личного дела награждённого орденом Ленина // ГА РФ. Ф. Р-7523. Оп. 7. Д. 407. Л. 36 об.

В 1935 лишен пенсии и выслан со всей семьей из Ленинграда в Казахстан. С 1941 проживал в Муроме, получал небольшую пенсию от собеса. В 1943 по ходатайству Н. Н. Воронова и сотрудников ГАУ пенсия была восстановлена. По случаю учреждения «Дня артиллериста» (19 ноября 1944 г.) 18 ноября 1944 г. награждён орденом Ленина с формулировкой «за многолетнюю службу и выдающуюся деятельность в области развития русской артиллерии», но вернуться в столицы не было позволено.
Узнав о своём награждении, Д. Д. Кузьмин-Караваев 30 января 1945 г. пишет следующее письмо во Владимирский облисполком:

Завед. секретной частью Владимирского ОблИсполкома.
Сношением от 23 с. января Вы меня вызываете на 2 февраля явиться в ОблИсполком за получением дарованной мне правительственной награды.
К великому сожалению не могу прибыть в г. Владимир и не предвижу такой возможности в будущем. Больной хроническим недугом, лишён способности двигаться даже на небольшое расстояние.
Прошу Вас доложить об этом председателю Облисполкома и представить на его усмотрение нижеследующую мою просьбу:
принадлежащую мне правительственную награду передать председателю Муромского Горисполкома, т. Воронцову, который лично вручит мне это высоко-почётное правительственное отличие, после чего, расписку в получении ордена обязуюсь представить в Облисполком.
Кузьмин-Караваев.
паспорт 610701.
Прилагаю свою фотокарт.— Личное дело награждённого орденом Ленина // ГА РФ. Ф. Р-7523. Оп. 7. Д. 407. Л. 37–37 об.
Похоронен на Напольном кладбище Мурома; могила сохранилась, за ней ухаживают местные школьники.

## Награды
- орден Святой Анны 4-й ст. (1877)
- орден Святого Станислава 3-й ст. с мечами и бантом (1878)
- орден Святой Анны 3-й ст. с мечами и бантом (1878)
- орден Святого Станислава 2-й ст. с мечами (1878)
- орден Святого Станислава 1-й ст. (1903)
- орден Святой Анны 1-й ст. (1905)
- орден Святого Владимира 2-й ст. (1909)
- орден Белого Орла (1913)
- орден Ленина (18.11.1944)

## Семья
- Жена (с 1885) — Александра Александровна Жандр, дочь вице-адмирала А. П. Жандра.
  - Дочь — Мария (1888—1935)
  - Дочь — Анна (1889 — ?)
  - Дочь — Елена (20.5.1890, Санкт-Петербург — 22.11.1946, Муром), похоронена вместе с отцом на Напольном кладбище[10].
  - Сын — Дмитрий (1892—1985), участник Белого движения, эмигрировал в Финляндию
  - Сын — Николай (1893 — 28.06.1916), офицер, убит в бою
  - Сын — Александр (1895 — 14.09.1917), офицер
  - Дочь — Ольга (1897—1987), учительница, в 1935 выслана на 10 лет в Казахстан, в 1937—1945 в концлагере, после освобождения работала на машиностроительном заводе в Муроме.
  - Сын — Михаил (1900 — 13.12.1914[11]), паж IV-го класса Пажеского корпуса